# Venezia (cuirassé)
Pour les articles homonymes, voir Venise.
Le Venezia était le deuxième des deux cuirassés de classe Roma construits pour la Regia Marina italienne dans les années 1860. Le navire était armé d'une batterie principale de dix-huit canons de 254 mm dans une casemate blindée centrale. Son long temps de construction, résultat de sa refonte à partir d'un cuirassé à bordée, l'a rapidement rendu obsolète par rapport aux nouveaux navires à tourelle qui ont commencé à entrer en service dans les années 1880. En conséquence, sa carrière a été limitée. Il devint un navire-école en 1881 et servit jusqu'en 1895. Le Venezia fut démoli en 19895/96.

## Conception
Venezia mesurait 79,65 mètres (261,3 pieds) de longueur entre perpendiculaires ; il avait un maître-bau de 17,48 m (57,3 pi) et un tirant d'eau moyen de 7,6 m (25 pi). Il a déplacé 5 722 tonnes normalement et jusqu'à 6151 tonnes à pleine charge. Son système de propulsion se composait d'un moteur à vapeur à expansion unique qui entraînait une hélice unique, avec de la vapeur fournie par six chaudières à tubes de fumées cylindriques alimentées au charbon qui étaient ventilées par une seule cheminée. Son moteur a produit une vitesse de pointe de 13 nœuds(24 km/h) à partir de 3.670 chevaux (2.740 kW). Il pouvait parcourir 3 590 km à une vitesse de 10 nœuds (19 km/h). Le navire était gréé en trois-mâts barque -  pour compléter la machine à vapeur. Il avait un équipage de 549 à 551 officiers et hommes.
Le Venezia a été conçu comme un navire cuirassé à bordée, mais d'autres marines avaient développé le navire à batterie centrale alors qu'il était en construction, ce qui a incité la marine italienne à repenser le navire. Il était armé d'une batterie principale de dix-huit canons de 254 mm (10 po) placés dans une casemate centrale. La conception de la batterie centrale permettait à deux canons de tirer vers l'avant et deux vers l'arrière. Le navire était protégé par une armure de ceinture de fer de 150 mm (5,9 po) d'épaisseur et s'étendant sur toute la longueur de la coque à la ligne de flottaison. La casemate était protégée par 121 mm (4,75 po) de placage de fer.

## Carrière
En plus, le budget naval italien a été rigoureusement réduit à la suite de la défaite à Lissa en 1866, qui a reflété une forte diminution de la confiance du gouvernement dans la flotte. En conséquence, Venezia a vu peu d'utilisation au cours de sa carrière.
Le 23 novembre 1879, Venezia s'est échoué au large de Zante, en Grèce, mais il a ensuite été renfloué. Il a été converti en navire-école de torpilles en 1881 ; son gréement de voile a été coupé et il était équipé de quatre canons de 75 mm (3 pouces) et de quatre canons de 57 mm (2,2 pouces). Son équipage a été considérablement réduit à 302 officiers et hommes. Il servit à ce titre jusqu'au 23 août 1895 à La Spezia. Le navire a été frappé cette année-là et avait été démoli en 1895/96.